# Émile Zimmer
Pour les articles homonymes, voir Zimmer.
Émile Pierre Zimmer, né le 15 février 1851  à Strasbourg et mort le 3 mai 1925 à Nantes, était un général français.

## Jeunesse
Émile Zimmer est né à Strasbourg dans le Bas-Rhin, le 15 février 1851. Son père était ouvrier d'état à l'arsenal de Strasbourg et ses frères étaient officier et sous-officier d'artillerie. Enfant de troupe à l'âge de 5 ans, il parvient à se faire admettre au Lycée impérial où il fait de brillantes études. Il est admis à l'École impériale spéciale militaire de Saint-Cyr en octobre 1868 (promotion de Suez).

## Guerre de 1870-1871
Major de passage et sergent porte-drapeau, il est nommé sous-lieutenant à la déclaration de guerre contre l'Allemagne en juillet 1870. Il rejoint le 16e bataillon de chasseurs à pied en Alsace (armée du Rhin) puis le 3e bataillon de marche des chasseurs (armée de la Loire) où il est nommé lieutenant puis capitaine à titre provisoire. Blessé à Loigny, il est soigné dans une grange et s'y lie d'amitié avec Ferdinand de Charette, officier des volontaires de l'ouest, également blessé. Le capitaine Zimmer sera invité à passer une partie de sa convalescence à La Contrie, propriété de la famille de Charette près de Nantes.

## École militaire supérieure
Ayant opté pour la nationalité française à Caen en 1872, il fait carrière dans l'armée et intègre l'École militaire supérieure en 1879. Il y est reçu 14e avec la mention Bien.
Le capitaine Zimmer se marie à Nantes en 1881 à Charlotte Gérauld de la Faucherie.
Breveté d'état-major et stagiaire au ministère de la guerre en 1882, il est Secrétaire adjoint de la « commission de révision du règlement sur les manœuvres ».

## Renseignements militaires
Après un bref commandement d'une compagnie au 129e régiment d'infanterie, il est mis hors cadre et rappelé à Paris en mars 1884 pour servir dans l'état-major général du ministre de la guerre. Parlant et écrivant parfaitement allemand, le capitaine Zimmer est affecté au service des renseignements militaires de l'armée française  (Deuxième Bureau de l'État-major général de l'armée « Section de statistique ») dirigé par le colonel Vincent à qui succède finalement le commandant Sandherr, alsacien, dont Émile Zimmer est l'adjoint.
Le capitaine Zimmer rédige un rapport remarqué sur le fonctionnement du service de renseignement militaire peu après sa nomination dans la section.
Promu chef de bataillon en 1887, le commandant Zimmer est particulièrement chargé du renseignement relatif à l'armée allemande sous le ministère Boulanger et l'affaire Schnæbelé. Le lieutenant-colonel Sandherr semble apprécier ses services et regrette son départ en 1889 pour servir au 65e régiment d'infanterie puis à l'état-major du 11e corps d'armée (Nantes).

## Général
Promu lieutenant-colonel au 93e RI (la Roche-sur-Yon) en 1894, il échappe de peu à une tentative d'assassinat juste avant de prendre son poste[réf. souhaitée].
Nommé colonel au 139e RI à Aurillac en 1899, il est promu en 1902, à l'âge de 51 ans, général de brigade sous-chef de l'état-major général de l'armée  par décision du ministre, le général André, qui mène à cette époque une politique de républicanisation de l'armée. Le général André cherche à « rapprocher le corps des officiers de la nation républicaine » et le colonel Zimmer, Alsacien protestant, enfant de troupe qui a fait carrière grâce à son seul mérite, correspond aux critères du ministre. Émile Zimmer dirige les 1er et 2e Bureaux de l'état-major général sous les ordres du général Pendezec puis du général Brun.
En juillet 1903, le général Zimmer qui chapeaute le service de renseignements de par sa fonction à l'état-major général accompagne le capitaine Targe, officier d'ordonnance du ministre qui mène une enquête sur l'affaire Dreyfus sur ordre du général André. Tous deux découvrent dans un coffre de la section de statistiques des documents prouvant qu'une des pièces du dossier secret accusant Dreyfus est un faux. Le procès-verbal du 30 juillet 1903 qu'ils cosignent et la déposition du général le 28 mars 1904 sont utilisés par la Cour de cassation qui en fait mention dans son second arrêt réhabilitant Dreyfus en 1906.
Eugène Étienne, ministre de la guerre, confie la présidence du Comité technique des archives nouvellement créé au général Zimmer en mai 1906. Les propositions de ce Comité ont permis de déterminer des règles de communication et de classement communes aux archives centrales et aux fonds d'archives militaires devant être déposés aux archives départementales, afin d'en faciliter l'accès aux historiens et chercheurs.
Général de division en octobre 1906, il est maintenu dans ses fonctions jusqu'à ce que le ministre Picquart le remplace par le général Laffon de Ladebat et lui confie le commandement de la 20e division d'infanterie à Saint Servan en octobre 1907.
En octobre 1910, Émile Zimmer atteint le sommet de sa carrière en étant nommé général commandant de corps d'armée, à la tête du 11e corps d'armée de Nantes qu'il commande lors des grandes manœuvres de 1912 dans le groupe d'armées aux ordres du général Gallieni, son camarade de promotion à Saint-Cyr.
Joffre, généralissime, et de Castelnau son adjoint royaliste et catholique militant n'apprécient guère le général Zimmer promu à ce grade par leur ennemi politique le général André. Peu après les manœuvres, ils parviennent à faire nommer le général Lanrezac à la tête du 11e corps. Le général Zimmer, républicain protestant, tombe durablement en disgrâce. Le général Percin, ancien chef de cabinet du général André, dénonce un coup monté qui visera également les généraux républicains Crémer et Faurie.
Refusant un commandement de moindre importance en temps de paix, le général Zimmer demande à être placé dans le cadre de réserve de manière anticipée. Le ministre de la guerre y consent le 20 juin 1914.
Malgré une santé altérée, n'étant pas atteint par la limite d'âge, Émile Zimmer espère se voir confier un commandement au début de la guerre mais sa santé se dégradant, il ne peut reprendre le service actif. Les remaniements de 1915 et le limogeage d'un grand nombre de généraux lui enlèvent tout espoir.. Il se consacre à la vie associative et patriotique dans la région nantaise où il réside jusqu'à sa mort en 1925.

## Vie associative
- Président d'honneur de l’Association amicale des anciens enfants de troupe (A.E.T.) de Nantes. Membre de l'association depuis 1912.
- Président de l'Association des anciens officiers de terre et de mer de la réserve et de l'armée territoriale renommée Association Amicale des Anciens Officiers et Officiers de Complément (Nantes) de 1921 à 1925.
- membre de la Société amicale de secours des anciens élèves de l’École Spéciale Militaire de Saint-Cyr (la Saint-Cyrienne), représente la promotion de Suez.
- Président de la 2e section de la Société d’entraide de la Légion d'honneur.
- correspondant pour la Bretagne de la Fondation Carnegie.
- Président du Comité du Foyer du Soldat (Nantes).
- membre de l'Association générale d'Alsace Lorraine.
- Président de la Société des Alsaciens-Lorrains (Nantes).
- Président de la Cible de Saint-Herblain.

## Décorations
|                        |                     |                          |
|                        |                     |                          |
| Ordre de l'Aigle Blanc | Ordre de Saint-Anne | Ordre de Saint-Stanislas |

### Décorations françaises
- Légion d’honneur :
  - Chevalier - 8 juillet 1889 ;
  - Officier - 11 juillet 1903 ;
  - Commandeur - 10 juillet 1907 ;
- Médaille commémorative de la guerre 1870-1871 - 6 février 1912;
- Officier d'académie - 28 juillet 1894 ;
- Officier de l’Instruction publique  - 3 janvier 1904 ;

### Décorations étrangères
- Tunisie : Ordre du Nichan Iftikhar- Grand officier - 18 avril 1904
- Espagne : Ordre du Mérite militaire espagnol - Grand-croix - 23 mars 1906
- Cambodge :Ordre du Muniséraphon - 14 juillet 1906
- Russie :
  - Ordre de Saint-Stanislas - Grand-croix
  - Ordre de Sainte-Anne - Grand-croix - 1909
  - Ordre de l’Aigle blanc - Grand-croix - 1913

## Hommages

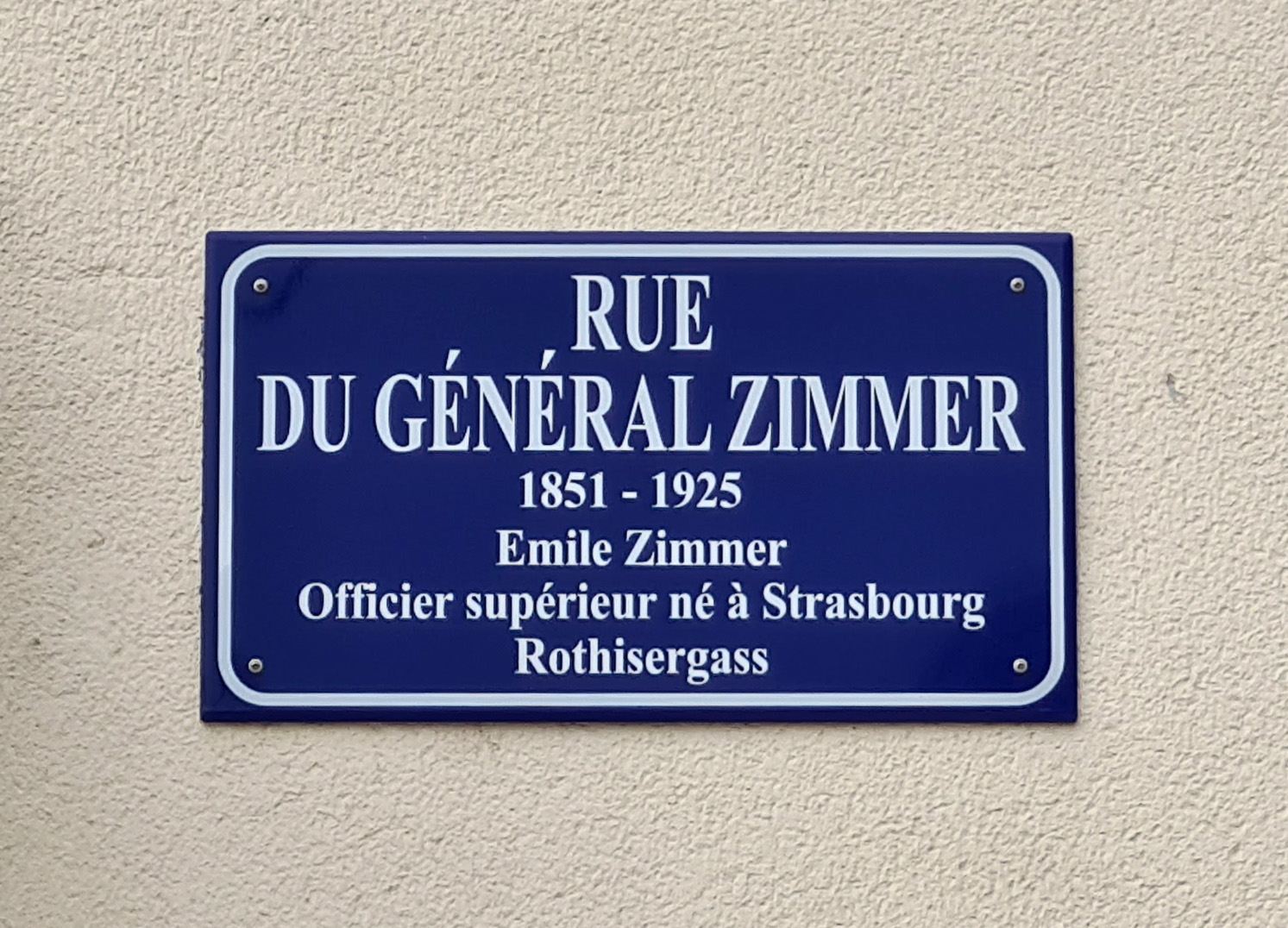
Plaque de rue à Strasbourg.

- Rue du Général-Zimmer à Strasbourg, ex rue des Maisons Rouges (Rothisergass), rue où Émile Zimmer demeurait pendant son enfance.
- Plaque commémorative apposée lors du Congrès de l'UNOR le 24 juillet 1927 sur la maison où Émile Zimmer a passé son enfance à Strasbourg. À l'initiative de l'Association des anciens officiers et officiers de réserve de Nantes et du Souvenir français de Strasbourg.
- Plaques en hommage aux généraux strasbourgeois, bicentenaire de Kellermann, Strasbourg 1935.
- Quartier Zimmer à Tübingen. Nom donné à la Caserne Loretto (de) pendant son occupation par les Forces françaises d'Allemagne (FFA) de 1945 à 1991.
- Rue Général-Zimmer à Saint-Herblain dans la banlieue ouest de Nantes où la famille Zimmer résidait parfois et où il est inhumé.
- Le numéro 77 du Magazine de Saint-Herblain (juillet-août 2009) lui consacre un article rédigé par Xavier Trochu.

## Sources
- Service historique des armées - Armée de Terre - dossier individuel N° 9Yd438
- Base Léonore - Dossier individuel
- Serge Doessant, Le général André, de l'affaire Dreyfus à l'affaire des fiches, Paris : Éditions Glyphe, 2009, 416 p. Lire en particulier le chapitre sur « La rancune de Joffre : Le général Faurie », p. 337.
- courrier du général Zimmer, 1914-1915